# تپه قلعه کیوان شاه
تپه قلعه کیوان شاه مربوط به عصر مفرغ - عصر آهن است و در شهرستان ایجرود، بخش مرکزی، دهستان گلابر، ۳۶۵۰ متری شمال روستای قره دره واقع شده و این اثر در تاریخ ۱۵ دی ۱۳۸۷ با شمارهٔ ثبت ۲۴۰۸۷ به‌عنوان یکی از آثار ملی ایران به ثبت رسیده است.